# Radio 8FM
Radio 8FM was een provinciaal commercieel radiostation dat van 1996 tot en met 2019 uitzond in de provincie Noord-Brabant.
Radio 8FM was onderdeel van de Regionale Radio Groep. Oprichters waren Jan Tiebosch en Richard Damen, ieder 50% eigenaar. De radiozender was semi-regionaal ingericht: voor elke regio heeft het gerichte commercials in reclameblokken tussen de provinciale programma's door. Radio 8FM zond uit vanuit een studio aan de Canadasingel in Rosmalen vanuit een gebouw dat eerder de waterzuivering van Rosmalen huisvestte. Het gebouw huisvest sinds 1999 de Regionale Radio Groep, waar Radio 8FM onderdeel van is.
Na 23 jaar gingen per december 2019 de frequenties over op Radio 10 Brabant. Tiebosch is tot 2022 vergunninghouder van de radiofrequenties van Radio 8FM.
Op 28 juli 2025 maakt vergunninghouder TiDa bekend dat Radio 8FM vanaf 1 september 2025 weer terug zal keren in Brabant op de frequenties van Radio 10 Brabant, welke door een betere landelijke dekking van Radio 10 overbodig zijn geworden.

## Geschiedenis
Radio 8FM startte op 1 september 1996 met uitzenden, via de kabel van 's-Hertogenbosch, Vught en Sint-Michielsgestel op de FM frequentie 101,5 MHz. In het najaar van 1998 kregen ze een licentie om via de ether uit te zenden, met drie frequenties:
- Regio 's-Hertogenbosch 97,4 MHz
- Regio Eindhoven en Helmond 95,5 MHz
- Regio Tilburg 93,1 MHz

De voorloper van Radio 8FM was de commerciële onderneming Stadsradio Groep Den Bosch. Deze had 5 regionale radiozenders:
- Radio Benelux, voor Vught en Sint-Michielsgestel
- Leydal Plus, voor Goirle
- Radio Decibel, voor Nuenen
- Stadsradio Helmond, voor Helmond (later Omroep Helmond, inmiddels opgegaan in Dit is Helmond)
- Stadradio Breda, voor Breda

Stadsradio Groep Den Bosch stopte op 1 maart 1999 met Radio Benelux, Leydal Plus, Radio Decibel en Stadsradio Helmond. De reden om te stoppen was een bezwaar dat het Commissariaat voor de Media maakte in verband met overtreding van de Mediawet. Deze wet schrijft voor dat lokale omroepen 50% van de zendtijd moeten besteden aan informatie en cultuur. De radiostations voldeden daar niet aan volgens het Commissariaat.
Radio 8FM zond uit in de provincie Noord-Brabant met de slogan 'De nummer 1 in Classic Hits'. De naam van het radiostation was even te horen in bijna heel Nederland tussen januari 2016 en maart 2017 door een samenwerkingsverband met de zenders Radio Royaal (in de Randstad) en Freez FM (in Noord- en Oost-Nederland).
Sinds december 2019 zendt Radio 10 Brabant uit op de frequenties van Radio 8FM, met uitzondering van FM 95.3 voor de regio Oost-Brabant, en regio Cuijk waar het voormalige Radio 8FM bleef nog een tijdje  uitzenden onder de naam Classics Only, maar ondertussen zit radionl op deze frequentie .

## Beide oprichters overleden
Richard Damen en Jan Tiebosch, beide radio DJ's en de oprichters van 8FM zijn overleden. Richard Damen overleed in juni 2020 na een ziekbed van een jaar. Jan Tiebosch overleed op 14 november 2022. Toen Tiebosch door ziekte niet meer in staat was om leiding te geven aan het station betekende dit uiteindelijk ook een einde voor Radio 8FM.

## Bereik
Radio 8FM was te ontvangen via de FM, via DAB+, op de kabel van KPN op kanaal 817 en bij Ziggo op kanaal 822.

### FM-frequenties
De FM-frequenties voor Radio 8FM zijn/waren:
- Zeeland noordoost - 93,9 MHz
- Noord-Brabant west - 89,2 MHz en 93,9 MHz
- Noord-Brabant midden - 88,8 MHz en 103,6 MHz
- Noord-Brabant noordoost - 89,9 MHz en 97,4 MHz
- Noord-Brabant zuidoost - 89,3 MHz en 95,5 MHz
- Limburg noordwest - 95,2 MHz en 95,5 MHz